# 本多長教
本多 長教 （ほんだ ながのり）は、江戸時代中期の福井藩家老。通称は大蔵。越前府中本多家（本多内蔵助家）4代当主。

## 略歴
元禄3年（1690年）、福井藩6代藩主・松平綱昌の長男として江戸にて誕生。幼名は浅次郎。
父・綱昌は貞享3年（1686年）に乱心を理由に改易となり、蟄居の身であった。元禄12年（1699年）、藩主松平吉品の命で福井藩筆頭家老本多長員の養子となる。正徳6年（1716年）、通称を大蔵と改める。享保2年（1717年）、長員の死去により家督と2万石の知行を相続する。
享保3年（1718年）、幕府より江戸屋敷周辺の各自火消（三町火消）を命じられる。享保13年（1728年）没。享年39。正室は公卿葉室頼敦の娘。子に副紹。